# سيف أبو تريكة
سيف أبو تريكة (مواليد 14 مارس 2003) هو لاعب كرة قدم مصري يلعب كلاعب وسط.

## الحياة الشخصية
بدأ في الفئات السنية في النادي العربي و انضم بعدها إلى نادي قطر.

## مسيرة اللاعب
و هو ابن اللاعب المصري الدولي محمد أبو تريكة و توأم اللاعب أحمد أبو تريكة.